# Приключения Родрика Рэндома
«Приключения Родрика Рэндома» (англ. The adventures of Roderick Random) — роман британского писателя Тобайаса Смоллетта, опубликованный в 1748 году.

## Сюжет
Главный герой романа — молодой человек, который попадает в разные сложные ситуации, но в конце концов обретает отца и начинает жить спокойной благополучной жизнью. Добиваясь успеха, Родрик Рэндом не останавливается ни перед чем, проявляя себя как эгоист и очень практичный человек. Он служит в армии, во флоте, занимается работорговлей.

## Восприятие и значение
Роман имел успех у читателей и принёс автору известность. Исследователи отмечают заметную искусственность в выстраивании сюжета. При этом «Приключения Родрика Рэндома» всё же преодолевают жанровые ограничения и обретают черты просветительского романа. По словам литературоведа Олега Осовского, в «Приключениях Родрика Рэндома» Смоллетт, «переосмыслив традиционные сюжеты плутовского романа и используя приёмы сатирического гротеска, показал социальные контрасты английской жизни».